# Natalie Davison
Natalie "Nat" Davison es un personaje ficticio de la serie de televisión australiana Home and Away, interpretada por la actriz Catherine Mack-Hancock del 16 de mayo de 2012 hasta el 9 de julio de 2013.

## Antecedentes
De niña Natalie vio el matrimonio de sus padres desintegrarse y pronto se convirtió en el pretexto de ambos para pelearse entre ellos; poco después su madre desapareció cuando Natalie tenía sólo 13 años luego de que la dejara un día en la escuela para que presentara un examen y nunca regresará, con su padre volviéndose sospechoso de la desaparición, sintiéndose responsable por las peleas y molesta y confundida por la desaparición Natalie intentó suicidarse tomándose una sobredosis de pastillas para dormir, en el hospital Natalie obtuvo el apoyo de un consejero lo que ocasionó que decidiera convertirse en consejera y así ayudar a jóvenes.

## Biografía
Natalie se mudó a Summer Bay cuando obtuvo el puesto de consejera estudiantil, el primer día en su oficina atendió a su primera paciente Sasha Bezmel, más tarde comenzó a tener sesiones de consejería con Casey Braxton, a quien anima a hablar con ella y contarle acerca de su padre.
Poco después Casey acude a ella cuando necesita apoyo u orientación, más tarde cuando su hermano Darryl "Brax" Baxton comienza a preocuparle que Casey pase mucho tiempo con su padre Danny Braxton quien acaba de salir de la cárcel, decide pedirle a Natalie su apoyo con Casey para poder manejar la situación. Más tarde apoyó a Bianca Scott quien acaba de salir de su psicosis después de haber dado a luz. Poco después Natalie ayudó a Gina Austin a encontrar a Richard Bozic, el hombre que Gina creía era el padre biológico de Jett James.
Cuando Natalie conoce a Danny este la amenaza diciéndole que cuide sus pasos, cuando Brax se entera va a confrontar a su padre le dice que si tiene algún problema con él que se lo diga y que no vaya a amenazar a otros poco después Brax es golpeado y Natalie le pregunta si lo sucedido fue por lo que le contó y que si Danny había sido el responsable. Más tarde Brax y Natalie terminan acostándose juntos.
Cuando Natalie y Alf Stewart descubren a Jett haciendo grafitis en la tienda de Alf este lo obliga a limpiarlo, Natalie se ofrece a vigilar que Jett limpie el lugar, esa misma tarde cuando platica con Jett se da cuenta de que el cree que Gina y John Palmer no lo quieren ya que según Jett se han estado comportando de forma extraña, por lo que Natalie le hace ver que puede ser que sus suposiciones no sean verdaderas por lo que Jett se da cuenta de que destrozar propiedad privada no va a ayudar en nada y que mejor es preguntarles a Gina y John lo que pasaba. Cuando Casey es acusado por dispararle a su padre Danny luego de que este lo obligara a dispararle a un rehén y a participar en un robo este se niega a recibir ayuda de algún abogado. Natalie convence a Casey de asistir al funeral de su padre para despedirse de él y con el apoyo de Natalie, Brax logra convencer a su hermano de aceptar la ayuda de un abogado y se da cuenta de que su padre le tendió una trampa. Poco después ese mismo día Brax le agradece a Natalie por haberse quedado con Casey y con él apoyándolos. Poco después Natalie y Brax comienzan a salir, Ambos logran que Casey finalmente les diga como se siente desde el accidente lo que lo ayuda a sentirse mejor.
Natalie apoya a Bianca cuando comienza a tener problemas para confiar en que Heath Braxton cuide de Rocco. Poco después Natalie le revela a Brax parte de su pasado acerca de la desaparición de su madre. Natalie acompaña a Brax cuando descubren que Casey ha sido secuestrado, cuando Brax se topa con Kyle y le pide direcciones Natalie lo reconoce como el joven que había visto con Danny en el Caravan Park, ambos se dan cuenta de que él es el responsable del secuestro de Casey y van a buscarlo, poco después encuentran a Casey quien les dice que Kyle es en realidad su medio hermano Kyle Braxton, por lo que Brax le pide a Nat que se lleve a Casey mientras que él va a buscar a Kyle, cuando regresa Brax le pide a Natalie que se vaya con él y Casey luego de que decidieran no regresar a la bahía sin embargo le dice que aunque le importa mucho no podía dejar su vida en la bahía, sin embargo Casey cambia de parecer y regresan a la bahía, sin embargo aunque Natalie no quiere decide terminar su relación con Brax para que él pueda estar concentrado en ayudar a Casey, poco después cuando Brax le dice que la extraña y que le gustaría que regresaran Natalie le dice que todavía no estaba lista. Antes de que Brax y Heath se fueran a Melbourne a tratar de encontrar a Kyle, Heath le pide a Natalie que cuide a Bianca ya que sabe que está consumiendo medicamentos que le da Adam Sharpe, cuando Natalie intenta hablar con Bianca y hacerla entrar en razón esta se molesta y acusa a Heath de entrometerse en su vida.
Poco después Sasha acude a Natalie a quien ve como una figura materna y a quien le tiene confianza, para decirle que está embarazada de Casey, cuando Nat descubre que Sasha no le ha dicho la verdad a Casey habla con ella y le dice que lo mejor es que hable con Casey. Más tarde luego de que Brax finalmente descubriera la verdad acerca de Adam Sharpe este lo amenaza con lastimar a sus seres queridos por lo que Brax decide terminar con Natalie por miedo a que le pase algo malo por su culpa como lo que le pasó a Charlie.
Cuando Casey va a la correccional para cumplir sus días Natalie llama a su exnovio Zac MacGuire quien trabaja ahí como oficial de educación y le pide que cuide a Casey. Días después Heath le pide a Natalie que lo ayude con Darcy Braxton luego de que se escapara de casa de su abuela, después de platicar con ella Natalie le dice a Heath que Darcy le preocupa que su abuela muera como lo hicieron su madre y su hermano, por lo que Heath decide hablar con Darcy acerca del tema.
Más tarde Liam Murphy comienza a quejarse y luego de platicar con él Natalie descubre que Bianca le había pedido el divorcio por lo que Liam sentía que su vida ya no avanzaba, Natalie le dice que es mejor que hable con Bianca sobre como se siente, luego cuando Natalie se encuentra con Bianca le cuenta acerca de Liam y le dice que Liam necesitará tiempo, unas horas después Liam va a ver a Bianca y le entrega los papeles firmados.
Más tarde Natalie encuentra a Tamara Kingsley limpiando la casa, cuando Natalie le pregunta que le pasa Tamara le dice que es una forma de agradecerle que la deje vivir ahí sin embargo Natalie se da cuenta de que le pasa algo más y Tamara le dice que es su exnovio. Ese mismo día Natalie y Kyle se encuentran con Nelson Gregory el abusivo exnovio de Tamara y cuando Nelson les pregunta si conocen a Tamara ambos le dicen que nunca la han visto.
Más tarde Zac la invita a salir pero Natalie le dice que no, ya que creía que no tenía nada para ofrecerle y porque ya habían salido años atrás y no había funcionado, por lo que Zac le dice que lo que pasó cuando eran jóvenes fue su culpa ya que había tomado decisiones equivocadas pero que la seguía amando, cuando Natalie descubre que Brax regresó a la bahía y que no se había contactado con ella decide que es tiempo de seguir adelante, por lo que cambia de parecer y sale con Zac, al final de la noche se besan y sin saberlo Brax los ve que lo deja destrozado ya que desde su llegada había estado intentando hablar con ella para decirle que la amaba. Sin embargo Natalie decide estar con Zac y retoman su relación, más tarde Zac comienza a darse cuenta de que a Natalie todavía le importa Brax y cuando la confronta sobre si todavía sentía algo por él, Natalie le revela que nunca había dejado de amar a Brax.
A principios de julio Natalie decide mudarse de Summer Bay para encontrar a su madre, después de que Zac le dijera que estaba viva, sin embargo antes de irse Natalie se despide de Zac y le dice que él es importante para ella y siempre va a contar con su apoyo, lo que deja destrozado a Zac.